# Улица Василия Хижнякова
Улица Василия Хижнякова (укр. Вулиця Василя Хижнякова) — улица в Деснянском районе города Чернигова. Пролегает от улицы Троллейбусная (Павлова) до улицы Ивана Ремболовича (переулок Некрасова). 
Примыкает улица Земская.

## История
1-й переулок Орджоникидзе получил название с переименованием улицы Чубарая на улицу Орджоникидзе в 1938 году — в честь грузинского революционера, одного из крупнейших руководителей ВКП(б) и Советского государства Григория Константиновича Орджоникидзе. 
12 февраля 2016 года переулок был преобразован в улицу, получив современное название — в честь главы Черниговской губернской земской управы Василия Михайловича Хижнякова, согласно Распоряжению городского главы В. А. Атрошенко Черниговского городского совета № 46-р «Про переименование улиц и переулков города» («Про перейменування вулиць та провулків міста»)

## Застройка
Улица проложена в северо-восточном направлении к историческому кладбищу параллельно улице Аркадия Верзилова и Квартальному переулку, затем, дойдя до кладбища, делает поворот в юго-восточном направлении параллельно улицам Земская и Некрасова. Парная и непарная стороны улицы занята усадебной застройкой.
Учреждения: нет